# Hans Joachim von Zieten

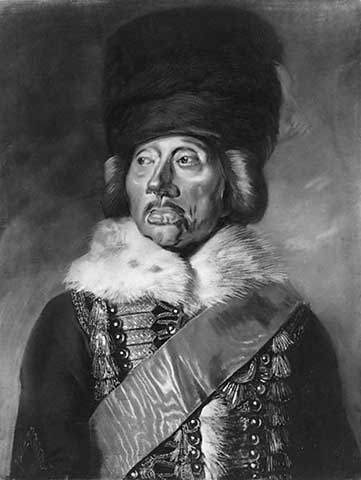
Hans Joachim von Zieten

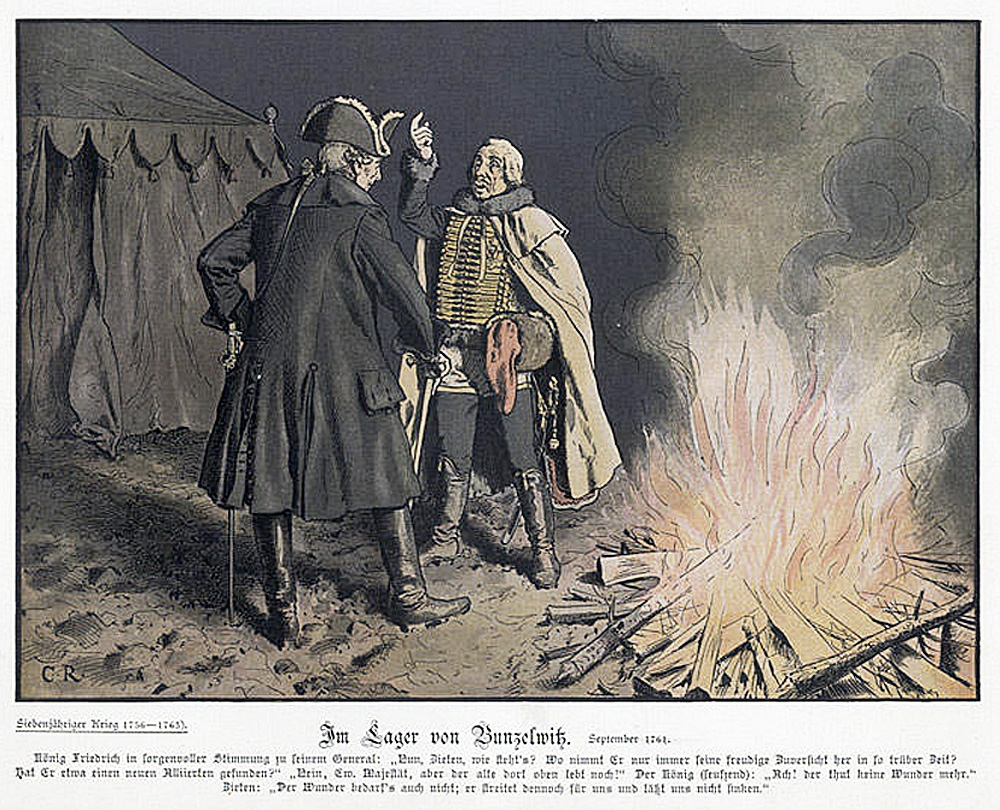
Frederik de Grote en Zieten in het kamp van Bunzelwitz

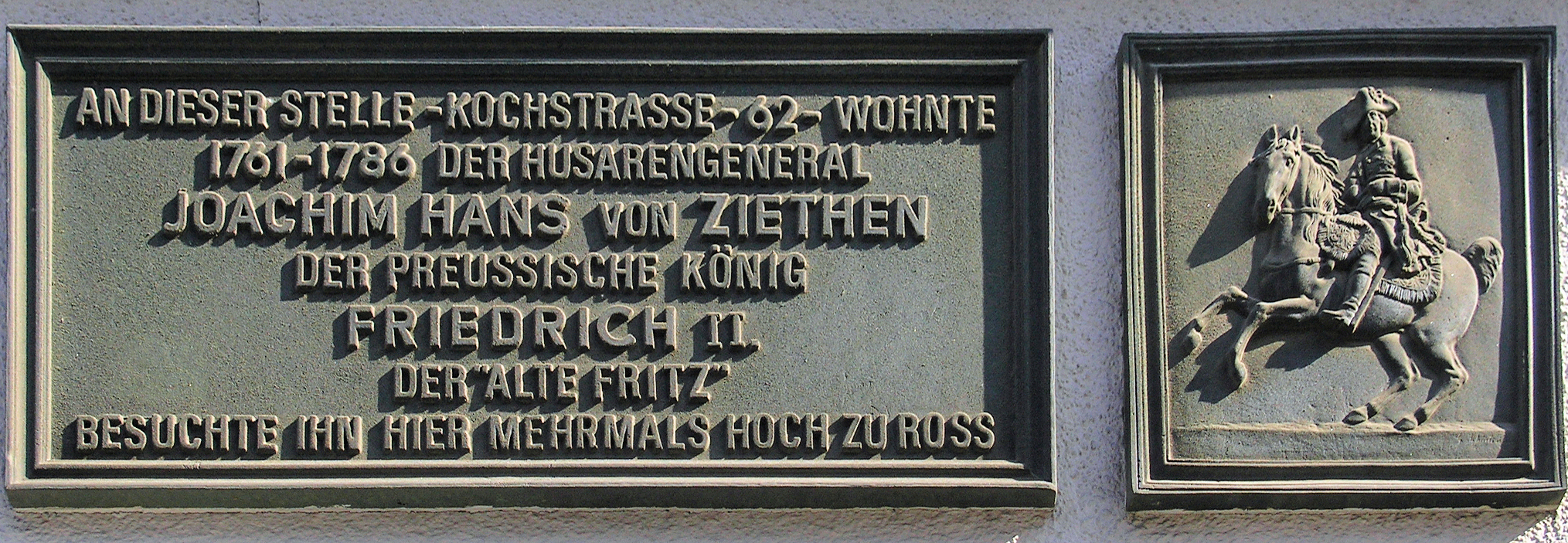
Gedenkplaat in Berlin-Kreuzberg

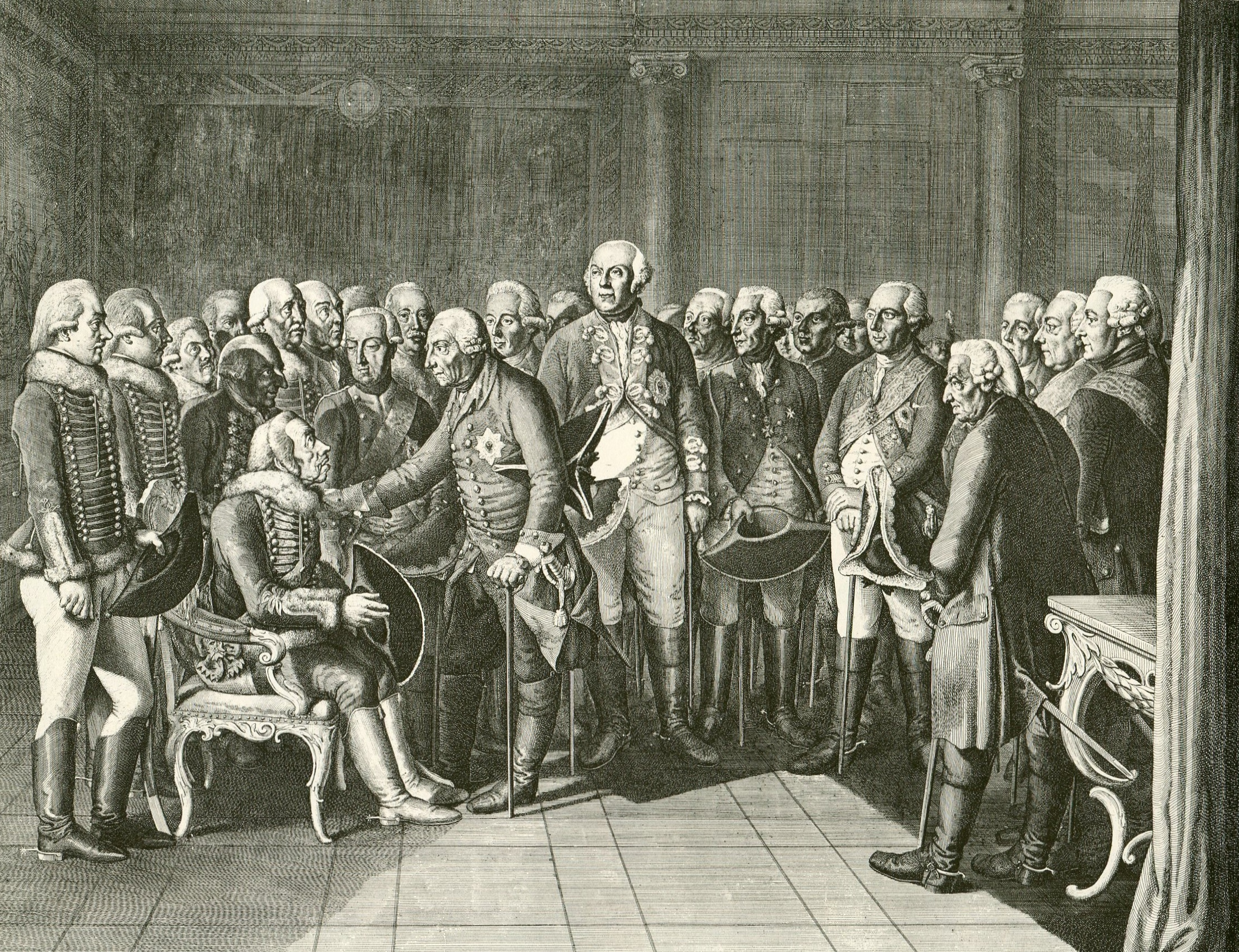
De koning biedt Zieten een zetel aan door Daniel Chodowiecki

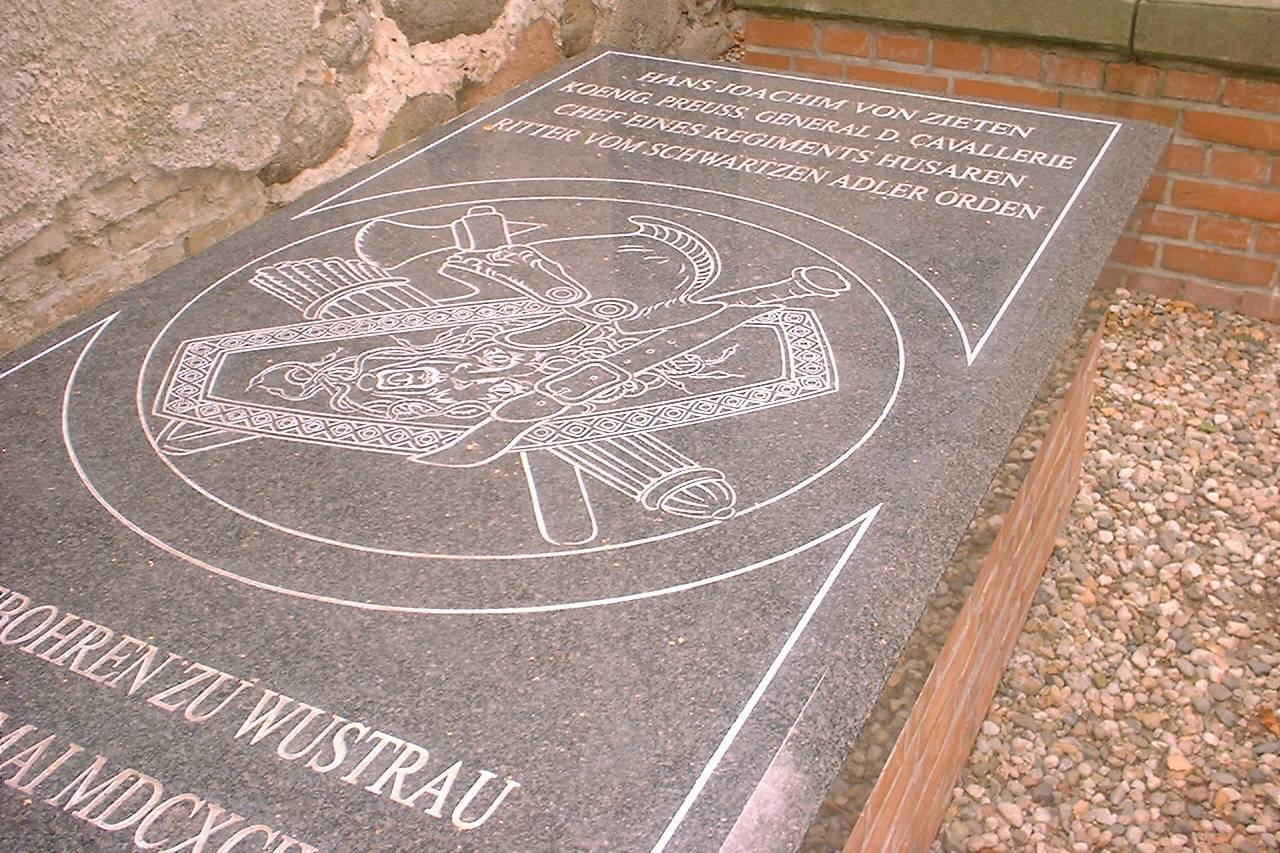
Graf van Zieten te Wustrau

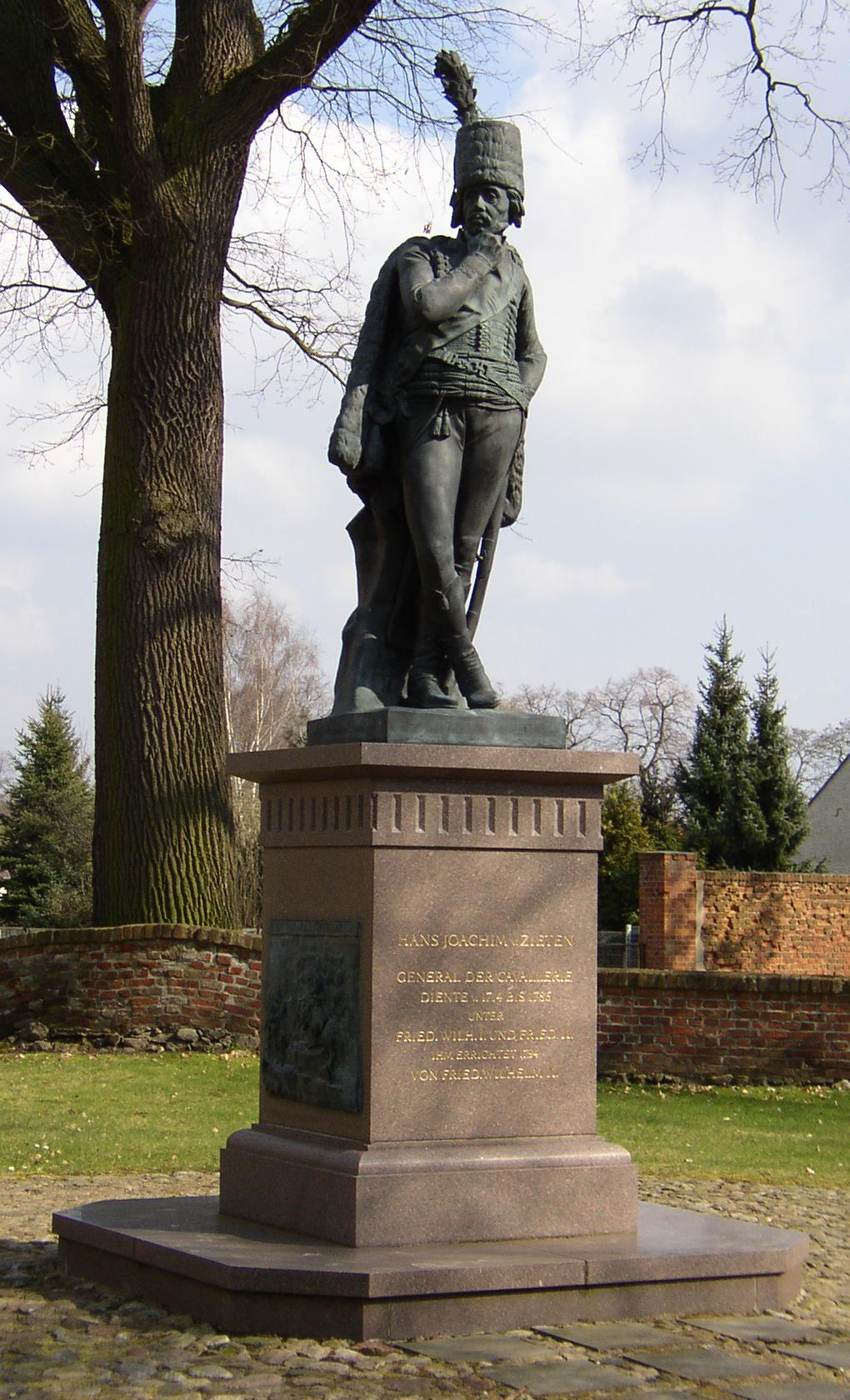
Monument in Wustrau

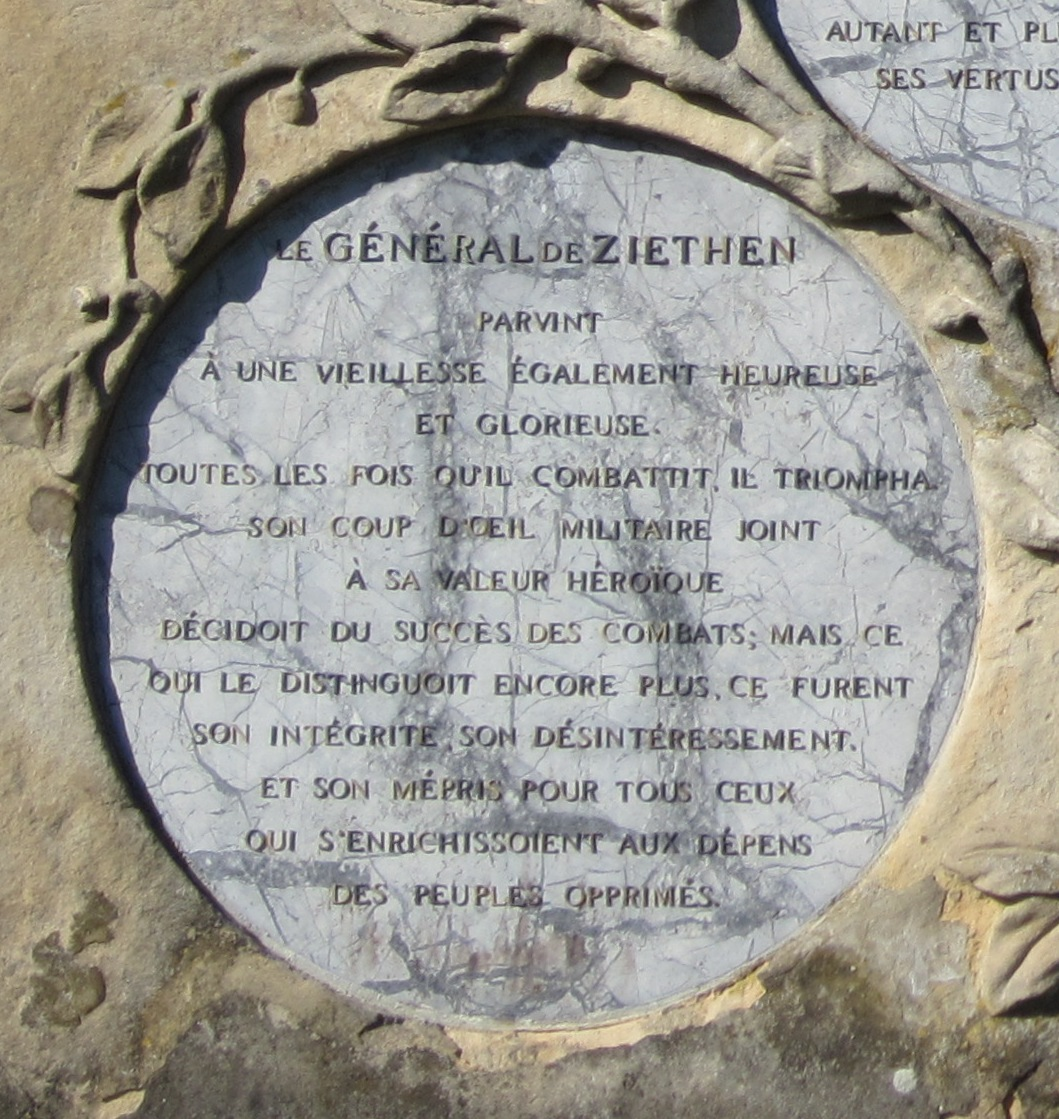
Gedenkplaat in Schlosspark Rheinsberg

Hans Joachim von Zieten (Wustrau-Altfriesack, 14 mei 1699 – Berlijn, 26 januari 1786) was een Pruisisch generaal der Cavalerie die vocht in de Zevenjarige Oorlog (1756-1763).

## Jeugd
Hans Joachim von Zieten werd geboren als zoon van verarmde adel op het platteland.
Hun buurman, generaal Johann Sigmund von Schwendy nam Hans Joachim von Zieten in 1715 op in zijn regiment te Neuruppin. Vader von Zieten stierf in 1720 en Hans Joachim moest het landgoed ter waarde van 8000 daalders delen met zijn drie zusters.

## Ontslag
Op 7 juli 1722 werd von Zieten Vaandrig. Schwendy droeg zijn regiment over aan de latere veldmaarschalk Kurt Christoph Graf von Schwerin. Die schreef aan koning Frederik Willem I van Pruisen over Zieten:
is te klein en heeft een te zwakke stem om te bevelen”
Op 28 juli 1724 verzocht von Zieten in het garnizoen van Krosno Odrzańskie de koning om een bevordering. Die noteerde in de marge van zijn brief “moet zijn ontslag krijgen”
Zieten nam afscheid en trok zich terug op zijn landgoed.

## Dragonder
Twee jaar later hoorde Zieten te Berlijn dat het regiment dragonders Wuthenow uit Tsjernjachovsk mannen zocht en hij werd er luitenant. In 1727 kreeg hij wegens ongehoorzaamheid een jaar gevangenisstraf in Friedrichsburger Tor. Na zijn vrijlating daagde hij de Rittmeister uit tot een duel. Hij werd ontslagen en trok zich terug op zijn landgoed.

## Huzaar
Op 8 oktober 1730 aanvaardde generaal Wilhelm Dietrich von Buddenbrock hem bij de huzaren te Potsdam. Op 1 maart 1730 werd een tweede compagnie huzaren gevormd en Zieten kreeg het bevel met de rang van Rittmeister en een soldij van 50 daalders/maand. In de zomer van 1730 kreeg Zieten vier weken arrest wegens een vergrijp tijdens de dienst. Zieten dronk en verkocht gestolen goed.
In 1735 gaf de koning Zieten het bevel over een compagnie Berlijnse en Litouwse huzaren van het Rijksleger aan de Rijn.
De Oostenrijkse luitenant-kolonel von Baranyi onderrichtte Zieten in gevechten tegen Frankrijk. Op 29 januari 1736 werd Zieten Majoor.
In 1737 duelleerde hij met zijn chef, luitenant-kolonel Ludwig Alexander von Wurmb en beiden raakten ernstig gewond. Kort daarop trouwde Zieten met de 33-jarige Judith von Jürgaß en ze kregen een dochter Johanna.

## Eerste Silezische Oorlog
In 1741 brak de Eerste Silezische Oorlog uit. Op 10 mei 1741 vocht hij tegen de Oostenrijkers tussen Strzelin en Niemcza. Hij kreeg de Pour le Mérite en werd luitenant-kolonel. Op 22 juli 1741 werd hij kolonel en kreeg hij een eigen regiment Altpreußisches Husarenregiment H 2 “Joachim von Zieten” In 1743 liet hij zijn geboortehuis afbreken om er een herenhuis op te bouwen.
In 1744 rukte Zieten met de voorpost van het Pruisisch leger op in Bohemen tot České Budějovice. Bij Týn nad Vltavou versloeg hij op 9 oktober een grotere strijdmacht.
Zieten dekte de terugtocht achter de Elbe en leverde op 12 oktober slag bij Moldauthein.
Op 20 mei 1745 reed hij 's nachts bij Krnov in Silezië door een gebied met 20.000 Oostenrijkers. Zo verenigde hij het hoofdleger met het korps van markgraaf Karl Friedrich Albrecht von Brandenburg-Schwedt. Zijn huzaren vochten op 4 juni in de slag bij Hohenfriedberg. Hij won in november de Slag bij Hennersdorf en werd generaal-majoor.

## Vrede
Na de Vrede van Dresden trok Zieten zich terug op zijn landgoed. Hij leed aan jicht. In maart 1756 stierf zijn vrouw.

## Zevenjarige oorlog
Bij uitbraak van de Zevenjarige Oorlog (1756-1763) riep de koning hem terug.
Als luitenant-generaal vocht hij in 1757 de Slag bij Reichenberg en de Slag bij Praag. Op 5 mei 1757 kreeg hij de Orde van de Zwarte Adelaar (Pruisen). In de Slag bij Kolín stond hij op de linkerflank onder bevel van hertog August Willem van Brunswijk-Bevern. Toen die op 24 november 1757 gevangengenomen werd, voerde Zieten het leger over Głogów naar Legnica en leverde op 5 december de Slag bij Leuthen. Bij de overval bij Domstadtl verloor hij zijn voorraden. In de Slag bij Liegnitz (1760) op 15 augustus hield hij het Oostenrijks hoofdleger in bedwang.
Hij won de Slag bij Torgau op 3 november 1760 met een bestorming van de Dreiheide.

## Pensioen
Op 24 augustus 1764 hertrouwde hij met de 25-jarige Hedwig von Platen en ze kregen een zoon Friedrich von Zieten op 6 oktober 1765 en een dochter Albertine Magdalene Eleonore von Zieten op 28 januari 1773.
Theodor Fontane schreef in 1847 het gedicht Der alte Zieten over hem.

## Militaire loopbaan
- Freikorporal: 1715
- Fähnrich: 7 juli 1722 - 7 juli 1720[6]
- Leutnant: 1 augustus 1724[6]
- Oberleutnant:
- Rittmeister: 1 maart 1731[6]
- Major: 29 januari 1736[6]
- Oberstleutnant: 1741[7]
- Oberst:
- Generalmajor: 30 oktober 1744[6]
- Generalleutnant: 12 augustus 1756[6]
- General der Kavalerie: 15 augustus 1760

## Onderscheidingen
- Pour le Mérite
- Ridder in de Orde van de Zwarte Adelaar op 5 mei 1757[8]